# Emmelichthyidae
Emmelichthyidae är en familj av fiskar. Emmelichthyidae ingår i ordningen abborrartade fiskar (Perciformes). Enligt Catalogue of Life omfattar familjen Emmelichthyidae 16 arter.
Arterna förekommer i tropiska och subtropiska havsområden i Indiska oceanen, Stilla havet och Atlanten, inklusive Västindien. De största familjemedlemmar når en längd av 50 cm. Vuxna exemplar vistas vanligen 100 till 400 meter under vattenytan. Det vetenskapliga namnet är bildat av de grekiska orden emmeleia, -as (harmoni, elegans) och ichthys (fisk).
Släkten enligt Catalogue of Life:
- Emmelichthys
- Erythrocles
- Plagiogeneion